# Hermogenes (Häretiker)
Hermogenes (altgriechisch Ἑρμογένης) war ein  Lehrer, der wahrscheinlich an der Wende vom 2. zum 3. Jahrhundert lebte. Da keine seiner Schriften erhalten ist, müssen sein Leben und seine Lehre aus Berichten und Erwähnungen bei anderen Schriftstellern, frühchristlichen Apologeten und Kirchenvätern rekonstruiert werden.

## Leben
Theophilus von Antiochia verfasste einen Text gegen die Häresie des Hermogenes. Der frühchristliche Schriftsteller Clemens von Alexandria kannte ihn und nahm in seinen Schriften auf ihn Bezug. Auch Tertullian verfasste ein Adversus Hermogenem.
Beeinflusst durch den griechischen Platonismus bzw. Neuplatonismus vertrat er die Auffassung, dass die Materie ewig sei, und führte das Böse auf sie zurück. Dabei bleibt der Umstand einer gnostischen Position des Hermogenes umstritten, in der aktuellen kirchengeschichtlichen Diskussion wird hiervon wieder Abstand genommen.

## Quelle
- Tertullian: Adversus Hermogenem (= Gegen Hermogenes), übersetzt von Karl Adam Heinrich Kellner (tertullian.org).